# 贝卢姆
贝卢姆是德国下萨克森州的一个市镇。总面积25.72平方公里，总人口803人，其中男性419人，女性384人（2011年12月31日），人口密度31人/平方公里。